# Kazuo Ozaki
Kazuo Ozaki (n. 7 martie 1960) este un fost fotbalist japonez.

## Statistici
| Japonia | Japonia | Japonia |
| An      | Meciuri | Goluri  |
| ------- | ------- | ------- |
| 1981    | 9       | 2       |
| 1982    | 7       | 1       |
| 1983    | 1       | 0       |
| Total   | 17      | 3       |